# Макарово (Зав'яловський район)
Мака́рово (рос. Макарово) — присілок в Зав'яловському районі Удмуртії, Росія.
Знаходиться на правому березі річки Кама та невеликій її правій притоці, на південь від присілка Гольяни, на кордоні із Сарапульським районом.

## Населення
Населення — 130 осіб (2010; 147 в 2002).
Національний склад станом на 2002 рік:
- росіяни — 95 %

## Історія
За даними 1928 року в селі проживало 698 осіб.

## Урбаноніми[4]
- вулиці — Велика, Гольянська, Камська, Кооперативна, Лісова, Молодіжна, Розсвітна, Свердлова
- проїзди — 1-й Свердлова, 2-1 Свердлова